# 瓦卢瓦地区瓦尼
瓦卢瓦地区瓦尼（法語：Oigny-en-Valois，法語發音：[waɲi ɑ̃ valwa]），或纯音译作瓦尼昂瓦卢瓦，是法国上法兰西大区埃纳省的一个市镇，属于苏瓦松区。

## 地理
瓦卢瓦地区瓦尼（49°13'10"N, 3°8'12"E）面积11.88 平方千米，位于法国上法蘭西大區埃纳省，该省份为法国北部内陆省份，北起北部省，西接索姆省和瓦兹省，东临阿登省和马恩省，西南至塞纳-马恩省，东北部与比利时接壤。
与瓦卢瓦地区瓦尼接壤的市镇（或旧市镇、城区）包括：当普勒、法沃罗勒、米隆堡、锡利拉波特里、维莱科特雷。

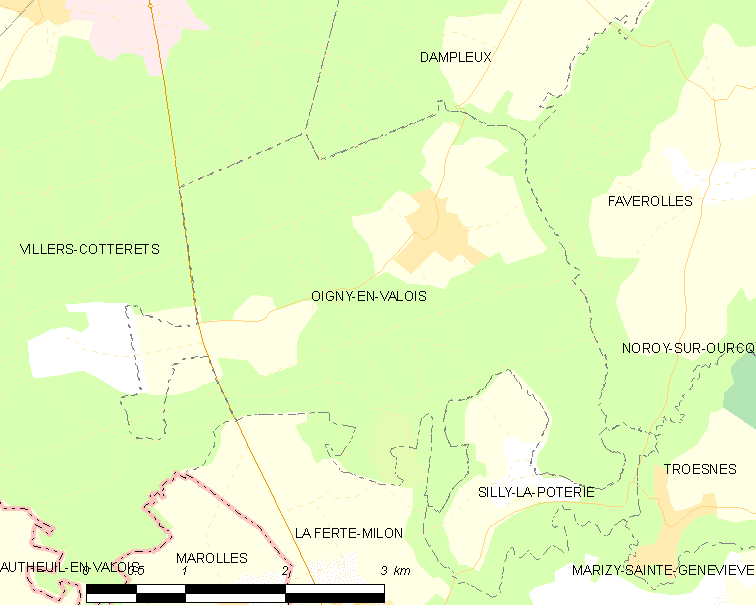
瓦卢瓦地区瓦尼的OSM定位图

瓦卢瓦地区瓦尼的时区为UTC+01:00、UTC+02:00（夏令时）。

## 行政
瓦卢瓦地区瓦尼的邮政编码为02600，INSEE市镇编码为02568。

## 政治
瓦卢瓦地区瓦尼所属的省级选区为维莱科特雷县。

## 人口

1962-2008年间瓦卢瓦地区瓦尼人口变化图示

瓦卢瓦地区瓦尼于2022年1月1日时的人口数量为175人。